# Dmitrij Vjacseszlavovics Loszkov
Dmitrij Vjacseszlavovics Loszkov (oroszul: Дмитрий Вячеславович Лоськов; Kurgan, 1974. február 12. –) orosz válogatott labdarúgó középpályás, edző.
Az 1990-es években és a 2000-es évek elején a legjobb orosz irányító középpályásnak tartották Jegor Tyitov mellett, elsősorban mert kétlábas labdarúgó volt és kitűnően látott a pályán. Loszkov az egyetlen játékos aki játszott bajnoki mérkőzést a Szovjetunió felbomlása előtt a 20. században, majd a már önálló Oroszország bajnokságában, a Premjer-Ligában is pályára lépett. Egy időben ő tartotta a pályára lépések számában a rekordot a bajnoki mérkőzések tekintetében, de idővel Szergej Szemak megelőzte ezen a ranglistán. A legtöbb bajnoki mérkőzést játszotta és a legtöbb bajnoki gólt lőtte a Lokomotyiv Moszkva színeiben, a klub szurkolóinak körében kultikus alaknak számít.

## Pályafutása
Loszkov szülővárosában, Kurganban, a helyi 3. sz. Gyermek és Ifjúsági Sportiskolában ismerkedett a labdarúgás alapjaival, majd 1983-ban a  rosztovi sportinternátusban folytatta, 1990-ben pedig aláírta élete első profi szerződését a Rosztszelmas csapatához. A felnőttek között a következő évben mutatkozott be és összesen hat évet töltött a rosztovi csapatnál. 1996-ban már érdeklődött utána a Lokomotyiv, de akkor még úgy döntött, hogy egy évet marad még a Rosztszelmasnál.
1997-ben igazolt a fővárosba és pályafutása legsikeresebb időszakát töltötte a vasutascsapatnál. Két bajnoki címet és három kupagyőzelmet ünnepelhetett és ugyancsak kétszer lett a bajnokság gólkirálya. 278 bajnokin lépett pályára a Lokomotyiv színeiben, ezalatt majd 100 gólt ért el, 2006-tól pedig ő lett a csapatkapitány. Loszkov több nyugat-európai élklub figyelmét felkeltette, de a Monaco és a Tottenham érdeklődését is visszautasította. A Kupagyőztesek Európa-kupájában az 1997–1998-as és az 1998–1999-es idényben is az elődöntőig jutott csapatával, a Bajnokok Ligájában pedig a 2003–04-es szezonban a második csoportkörig jutottak. Annak ellenére, hogy egy bő évtizeden át a legjobb orosz játékosként emlegették, az orosz válogatottban összesen 25 alkalommal lépett pályára és két gólt szerzett.
2007-ben konfliktusa támadt Anatolij Bizsovec edzővel ezért elhagyta a Lokomotívot és a Szaturnban folytatta pályafutását. 2010. július 27-én ismét aláírt a moszkvai csapathoz és újra a 10-es mezben léphetett pályára. Pályafutását 2013-ban fejezte be, majd edzőként is a csapat alkalmazásában maradt, azonban 2017. február 24-én, 43 évesen a 2016-17-es bajnokság végéig újra játékosként írt alá szeretett klubjához.

## Statisztika

### Klub
| Klub               | Szezon         | Bajnokság     | Bajnokság | Kupa          | Kupa  | Egyéb         | Egyéb | Nemzetközi kupa | Nemzetközi kupa | Összesen      | Összesen |
| Klub               | Szezon         | Pályára lépés | Gólok     | Pályára lépés | Gólok | Pályára lépés | Gólok | Pályára lépés   | Gólok           | Pályára lépés | Gólok    |
| ------------------ | -------------- | ------------- | --------- | ------------- | ----- | ------------- | ----- | --------------- | --------------- | ------------- | -------- |
| Rosztszelmasz      | 1991           | 2             | 0         | 0             | 0     | -             | -     | -               | -               | 4             | 0        |
| Rosztszelmasz      | 1992           | 6             | 0         | 1             | 0     | -             | -     | -               | -               | 11            | 2        |
| Rosztszelmasz      | 1993           | 18            | 1         | 2             | 0     | -             | -     | -               | -               | 20            | 3        |
| Rosztszelmasz      | 1994           | 37            | 11        | 3             | 1     | -             | -     | -               | -               | 40            | 11       |
| Rosztszelmasz      | 1995           | 27            | 5         | 1             | 0     | -             | -     | -               | -               | 28            | 6        |
| Rosztszelmasz      | 1996           | 27            | 8         | 1             | 0     | -             | -     | -               | -               | 41            | 13       |
| Rosztszelmasz      | Összesen       | 117           | 25        | 8             | 1     | 0             | 0     | 0               | 0               | 144           | 35       |
| Lokomotyiv Moszkva | 1997           | 23            | 6         | 0             | 0     | -             | -     | 4               | 2               | 27            | 5        |
| Lokomotyiv Moszkva | 1998           | 18            | 4         | 3             | 0     | -             | -     | 6               | 0               | 27            | 4        |
| Lokomotyiv Moszkva | 1999           | 28            | 14        | 2             | 0     | -             | -     | 10              | 3               | 40            | 18       |
| Lokomotyiv Moszkva | 2000           | 26            | 15        | 4             | 4     | -             | -     | 3               | 1               | 33            | 20       |
| Lokomotyiv Moszkva | 2001           | 29            | 12        | 4             | 1     | -             | -     | 10              | 0               | 43            | 8        |
| Lokomotyiv Moszkva | 2002           | 30            | 7         | 0             | 0     | -             | -     | 9               | 3               | 39            | 10       |
| Lokomotyiv Moszkva | 2003           | 30            | 14        | 2             | 2     | 1             | 0     | 11              | 2               | 44            | 6        |
| Lokomotyiv Moszkva | 2004           | 30            | 4         | 6             | 1     | -             | -     | 2               | 0               | 38            | 5        |
| Lokomotyiv Moszkva | 2005           | 22            | 6         | 0             | 0     | 1             | 1     | 3               | 5               | 26            | 1        |
| Lokomotyiv Moszkva | 2006           | 29            | 13        | 3             | 3     | -             | -     | 4               | 1               | 36            | 3        |
| Lokomotyiv Moszkva | 2007           | 13            | 0         | 4             | 0     | -             | -     | -               | -               | 17            | 2        |
| Lokomotyiv Moszkva | Összesen       | 278           | 95        | 28            | 11    | 2             | 1     | 62              | 17              | 370           | 82       |
| Szaturn            | 2007           | 22            | 1         | 1             | 0     | -             | -     | -               | -               | 22            | 1        |
| Szaturn            | 2008           | 15            | 1         | 2             | 0     | -             | -     | 1               | 0               | 27            | 4        |
| Szaturn            | 2009           | 17            | 5         | 0             | 0     | -             | -     | -               | -               | 30            | 5        |
| Szaturn            | 2010           | 6             | 0         | 0             | 0     | -             | -     | -               | -               | 38            | 13       |
| Szaturn            | Összesen       | 53            | 7         | 3             | 0     | 0             | 0     | 1               | 0               | 57            | 7        |
| Lokomotyiv Moszkva | 2010           | 13            | 1         | 0             | 0     | -             | -     | 2               | 0               | 18            | 2        |
| Lokomotyiv Moszkva | 2011–12        | 26            | 3         | 2             | 0     | 0             | 0     | 3               | 0               | 31            | 6        |
| Lokomotyiv Moszkva | Összesen       | 39            | 4         | 2             | 0     | 0             | 0     | 5               | 0               | 46            | 4        |
| Karrier összes     | Karrier összes | 487           | 131       | 41            | 12    | 2             | 1     | 68              | 17              | 680           | 148      |

### Válogatott
| Oroszország | Oroszország   | Oroszország |
| Év          | Pályára lépés | Gólok       |
| ----------- | ------------- | ----------- |
| 2000        | 3             | 0           |
| 2001        | 0             | 0           |
| 2002        | 3             | 0           |
| 2003        | 5             | 0           |
| 2004        | 4             | 1           |
| 2005        | 7             | 1           |
| 2006        | 3             | 0           |
| Összesen    | 25            | 2           |

### Válogatott góljai
| Gól | Dátum              | Helyszín                                        | Ellenfél   | Eredmény a gólt követően | Végeredmény | Versenysorozat                 |
| --- | ------------------ | ----------------------------------------------- | ---------- | ------------------------ | ----------- | ------------------------------ |
| 1   | 2004. november 17. | Kubany Stadion, Krasznodar, Oroszország         | Észtország | 4–0                      | 4–0         | 2006-os világbajnoki selejtező |
| 2   | 2005. június 4.    | Petrovszkij Stadion, Szentpétervár, Oroszország | Lettország | 2–0                      | 2–0         | 2006-os világbajnoki selejtező |

## Sikerei, díjai
- Orosz Premjer-Liga
  - Bajnok: 2 (2002, 2004)
  - Ezüstérmes: 3 (1999, 2000, 2001)
  - Bronzérmes: 3 (1998, 2005, 2006)

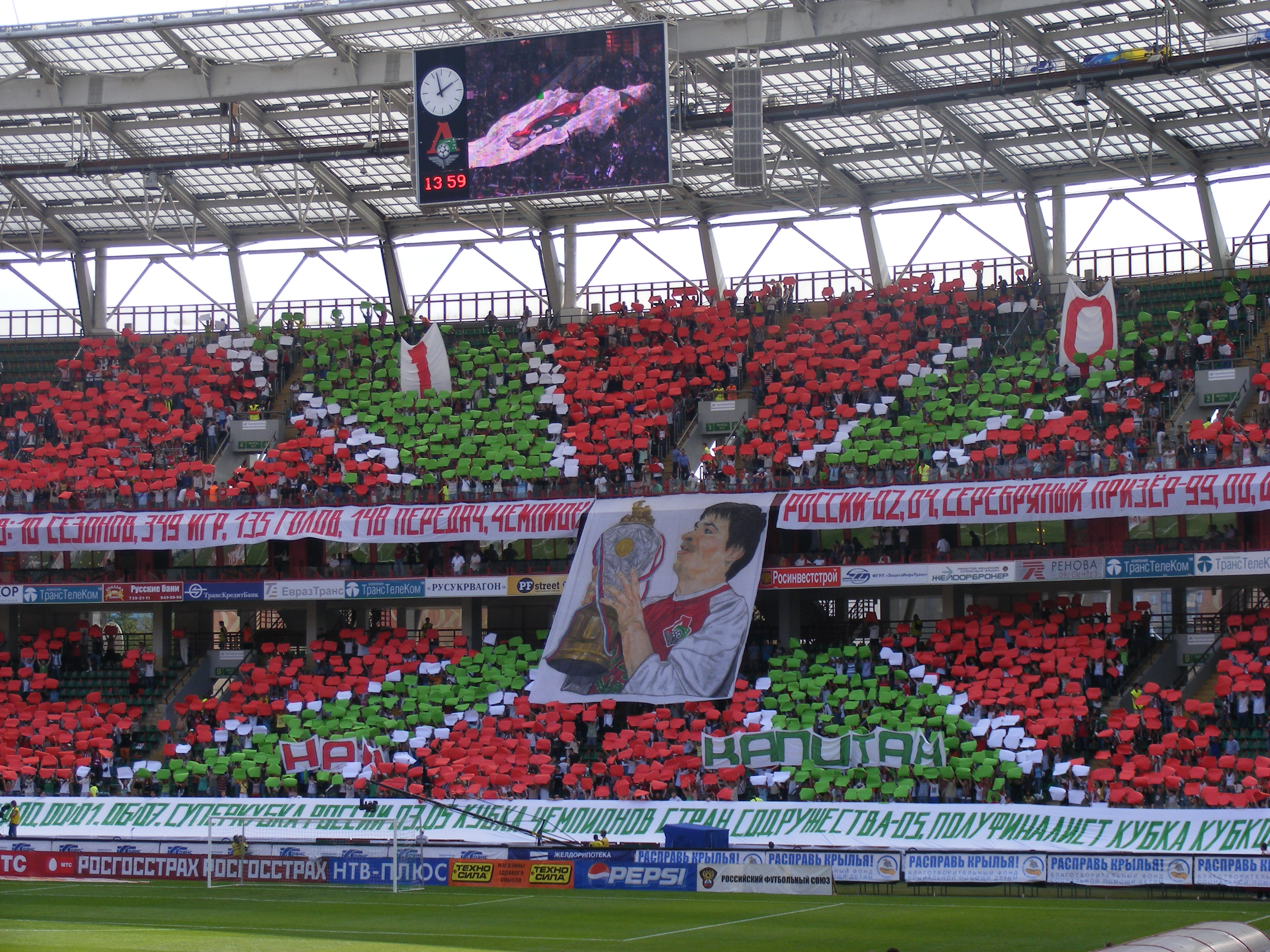
A Lokomotiv szurkolói üdvözlik egykori kapitányukat, mikor az a Szaturn játékosaként először lépett pályára volt csapata ellen

  - Gólkirály: 2 (15 góllal 2000-ben, 14 góllal 2003-ban)
- Orosz Kupa
  - Győztes: 3 (1999-00, 2000-01, 2006-07)
  - Döntős: 1 (1997/98)
- Orosz Szuperkupa
  - Győztes: 2 (2003, 2005)
- A Sport-Express szavazásán a bajnokság legjobb játékosa 2002.
- A Sport-Express szavazásán az orosz bajnokság legjobb irányító középpályása 2000-ben és 2005-ben, valamint a legjobb támadó középpályása 1999-ben, 2002-ben, 2003-ban, és 2004-ben.
- Kupagyőztesek Európa-kupája
  - Elődöntő: 2 (1997–1998, 1998–1999)
- UEFA-bajnokok ligája
  - Második csoportkör (legjobb 16): 2 (2003–2004)

## Külső hivatkozások
- Railway worker's dossier, Bronepoezd (oroszul)
- Dmitri Vyacheslavovich Loskov, loskomotiv.ucoz.ru (oroszul)
- Russian Premier League Squads & Stats 2006, rsssf.com
- Russia – Record International Players, rsssf.com
- BBC Sport – Tottenham Hotspurs transfer rumour, news.bbc.co.uk
- World Footballers profile, worldfootballers.com/